# 胡明轩
胡明轩（1998年3月10日—），新疆乌鲁木齐人，中国大陆男子职业篮球运动员，司职双能卫，目前效力于CBA联盟的广东华南虎队，同时是中国国家男子篮球队队员。

## 生平

### 早年
1998年3月10日，胡明轩出生于中国新疆维吾尔自治区乌鲁木齐市。上小学前，他的父亲在2005年夏季为其报名了新疆飞虎举办的“小飞虎训练营”，原意是令其强身健体，同时培养一份爱好，但这也令胡明轩从此与篮球结缘。
小学时，胡明轩就读于乌鲁木齐市第十二小学，并在学校寄宿。每逢周末及节假日，他最主要的消遣活动便是打篮球。12岁时，他在一场与新疆生产建设兵团第二中学篮球队的篮球比赛中被要求在5分钟的上场时间内进行5次投射，最终其在三分线外出手5次，并命中3记进球，由此在当地篮球圈内有了一定知名度。

### 梯队生涯
2011年，时为广东华南虎球员的杜锋在乌鲁木齐开办了“杜锋篮球训练营”，并在这期间相中胡明轩；之后，胡明轩跟随杜锋前往广东东莞，成为广东华南虎三队球员。2014年夏季，胡明轩被临时调至一队进行训练，随后于当年9月随二队参加该年度全国男篮青年联赛。2015年6月，他再一次被抽调至一队，并随队参加“澳大利亚虎杯”四国男篮精英赛深圳站的比赛。10月15日，其与赵戍宏被球队送至美国密尔沃基进行为期三个月的特训。
2016年9月，胡明轩随广东华南虎一队参加了一系列与外国球队对阵的热身赛。11月10日，他与赵天熠、邵英伦及赵戍宏共同出席了东莞理工学院城市学院篮球文化节闭幕礼。2017年4-5月，胡明轩以南城代表队队员身份参加该年度“红牛杯”东莞市篮球联赛，同时又以广东代表队队员身份参加了第十三届全国运动会男子篮球成年组预选赛。此后，其又与李佳益于5月17日出席第二届东莞大学生篮球联赛全明星赛。

### 职业生涯

#### 2017-18赛季（新秀赛季）
2017年，胡明轩升入广东华南虎一队，出战2017-18赛季中国男子篮球职业联赛。在赛季开始前，其随以该队为基础组建的广东代表队参加第十三届全国运动会男子篮球成年组比赛，并获得了一定的出场机会，于对阵北京队的小组赛中获得7分、3个篮板，并贡献3次助攻，又于对阵上海队的小组赛中取得10分及5个篮板，最终随队获得该赛事的铜牌。
在该赛季第一轮常规赛与深圳烈豹对阵的比赛中，胡明轩即替补出场17分钟，得到5分及5个篮板球，完成了在CBA赛场的首秀。之后在常规赛第六轮与八一火箭对阵的比赛中，他首次以首发队员身份参赛。至第一次休赛期开始前，他平均每场比赛出场时间即达到19.8分钟，可得4.2分，获得3.1个篮板球及贡献2.1次助攻。而在常规赛第十八轮与吉林东北虎对阵的比赛中，他得到12分，是为其首次在职业联赛中获得两位数得分；随后又在常规赛第二十、二十一轮的两场“南粤德比”中连续获得18分。之后在常规赛第第二十四轮对阵新疆飞虎的比赛中，其在取得6分、贡献4次助攻及1次抢断之余，还获得了职业生涯新高的6个篮板。半决赛第三场，胡明轩在第一节剩余53秒时冲抢篮板球，结果将左手腕摔伤，并被确诊为桡骨远端不完全性骨折，就此结束新秀赛季。整个赛季，其平均每场比赛上场19分钟，可得到4.8分，抢下2.2个篮板球及送出2次助攻。赛季期间，胡明轩入选了2018年中国男子篮球职业联赛全明星赛星锐赛南区星锐队；此外，他又参加了该次全明星赛的技巧挑战赛，并在预赛中以31.5秒的成绩获得第一名，惟在决赛中多次发生失误，最终以47.8秒的成绩负于于德豪。
在之后的休赛期，胡明轩于2018年4月与杜锋、赵睿共同代言了2018年东莞大学生篮球联赛，其本人亦担任了该赛事首场比赛的开球嘉宾。8月12日，他以中国男篮明星队队员身份在大连参加了该年度的姚基金慈善赛。

#### 2018-19赛季
在该赛季常规赛的第一个休赛期到来之前，胡明轩的数据较上一赛季有一定提升，其在平均18.5分钟的出场时间内可得6.3分及贡献2.7次助攻。但受到伤病影响，他在该赛季的竞技状态整体而言不甚稳定。季后赛阶段，他在半决赛对阵深圳烈豹的第一场比赛中首发出场，命中全数8记进球得到22分，并送出2次助攻；而在第二场比赛，其则是错失全数7记投篮。在对阵新疆飞虎的总决赛中，他与赵睿、徐杰共同限制了对方外籍球员凯·费尔德的发挥，从而帮助球队获得该赛季的总冠军。整个赛季，其平均出场时间下降至17分钟。
休赛期间，胡明轩被安排担任了2019年“TCL·易建联杯”三人篮球赛佛山分站的颁奖嘉宾，并代言了广州医科大学附属第三医院第四届医患角色互换体验营活动。9月，他又作为主力队员随队参与了2019年中欧俱乐部冠军杯及2019年亚洲篮球俱乐部冠军杯，并在前者对阵新疆飞虎的比赛中获得全队最高的23分，及在后者对阵东京电击的比赛中获得19分。

#### 2019-20赛季
在这一赛季，胡明轩被认为是取得了非常明显的进步。在常规赛第二十一轮对阵上海大鲨鱼的比赛中，他得到20分及5个篮板。随后又在常规赛第二十三轮对阵深圳领航者的“元旦大战”中创下24分的单场得分记录，并获得4个篮板及贡献3次助攻、2次抢断。复赛之后，胡明轩在复赛第一阶段对阵天津先行者的比赛中获得11分及送出10次助攻，是为其职业生涯中首次获得“两双”数据；之后又在第二阶段对阵南京大圣的比赛中获得24分，追平其单场得分记录。半决赛第一场，他在第四节连续投入2记三分球，被认为是广东华南虎逆转比分并最终获胜的开端。整个赛季，胡明轩参加了广东华南虎全数53场比赛，当中有36场比赛是以首发队员身份参赛，平均每场比赛可得10.8分、2.6个篮板，及贡献2.7次助攻和1.3次抢断。
赛季期间，胡明轩先后当选了该赛季第二期月度最佳星锐球员及年度最佳星锐球员。而在2020年中国男子篮球职业联赛全明星赛首发阵容投票中，胡明轩获得80744票，由此成为该年度全明星赛正赛南区明星队首发队员。在正赛中，他在临近比赛结束时投入准绝杀球，帮助南区明星队胜出比赛；而在正赛开始前，其在当次全明星赛开幕式上与GAI、孙悦合作表演说唱歌曲《万里长城》。此外，他再次参加了技巧挑战赛，但就在预赛中负于胡金秋。

#### 2020-21赛季
由这一赛季开始，胡明轩被认为是逐渐成长为球队内的主要进攻点。在常规赛第三轮对阵浙江猛狮的比赛中，胡明轩投中12记三分球的其中9记，最终取得32分，由此同时打破其个人单场得分记录及三分球记录，并被视为广东华南虎在当场比赛取胜的最大贡献者。随后在第四轮对阵福建鲟的比赛中，其亦能打出12投9中28分的良好表现。截至第一阶段常规赛完结，他的三分球命中率达到63.9%，位列全体参赛球员之首。而在进入第二阶段常规赛后，其状态虽然出现较大起伏，但仍有较为良好的表现：在第二十九轮常规赛对阵四川蓝鲸的比赛中，他得到15分及包括7个前场篮板在内的10个篮板，以此刷新其单场比赛的篮板球及前场篮板球纪录；而在第三十九轮对阵山东王者的比赛中，他于21分多钟的出场时间内得到24分，并贡献4次助攻及5次抢断。常规赛阶段，其多数时候被编配至球队的第二阵容中，能在23.9分钟的平均出场时间内得到13.4分、3.5个篮板，及贡献2.5次助攻和1.4次抢断，并凭此表现获得了当赛季的最佳第六人。而在总决赛阶段，他平均每场比赛可得到13.6分、1.6个篮板，及贡献2次助攻和3次抢断，并在表现质量指标值仅落后周鹏不到1分的情况下以更高的场均得分当选当届总决赛最有价值球员。
赛季期间，胡明轩再度入选2021年中国男子篮球职业联赛全明星赛南区首发阵容，此后在正赛中得到14分；同时，他亦获得了三分球大赛的参赛资格，并最终以23分的成绩获得冠军。除此之外，他又于2021年1月入选2020微博之夜“年度热点人物”体育榜前10名。

### 国家队生涯
在赴美国特训期间，胡明轩在2015年11月9日首度被选入中国国家男子青年篮球队集训选拔项目。之后，于2016年4月，他随国青男篮在陕西参加了该年度中美青年男篮精英挑战赛。7月，其随队参加2016年亚洲U18青年篮球锦标赛，并在与伊朗国家男子青年篮球队对阵的四分之一决赛中获得10分、8个篮板及送出6次助攻。2017年4月20日，胡明轩入选2017年亞洲盃籃球賽东亚资格赛中国国家男子奥运篮球队集训名单。10月23日，他入选由李楠执教的中国国家男子篮球队，但最终落选2019年国际篮联篮球世界杯资格赛中国队正式名单。
2018年4月20日，胡明轩被选入杜锋执教的中国国家男子篮球队蓝队，以弥补该队在后卫线的人员短缺。6月1日，他在2018年中伊男篮对抗赛第二场比赛中首次以中国国家男子篮球队球员身份出场比赛，最终获得6分32秒的出场时间。7月，其又参加2018中斯国际男篮对抗赛，并在第三场比赛中取得9分。8月初，其在2018年国际男篮锦标赛（梅河口站）中国对阵安哥拉及塞尔维亚的比赛中首发出场，并分别得到12分、6篮板、4助攻及5分的数据。之后，他于当月15日在2018年斯坦科维奇洲际篮球冠军杯赛对阵芬兰的比赛的加时阶段先后命中两记罚球及一记三分球，对中国队获得该场比赛的最终胜利起到关键作用；最终，其随队获得该赛事的季军。9月，他随蓝队参加2019年世界杯篮球赛预选赛第二阶段比赛，在对阵黎巴嫩的比赛中取得11分，及在对阵约旦的比赛中取得12分，并贡献9次助攻。
中国男篮红队、蓝队合并后，胡明轩得到李楠留用，继续参加2019年世界杯篮球赛预选赛第五窗口期比赛，但表现较为一般。之后，其落选上述赛事第六窗口期比赛的国家队集训名单。
2020年8月26日，胡明轩再次入选中国国家男子篮球队短期集训名单，随后出任该期集训队伍的队长。2021年2月2日，他再度入选中国男篮备战2021亚洲杯预选赛的21人大名单。

## 技术特点
作为双能卫，胡明轩在具备较为优秀的投射能力之余，亦有良好的突破能力、控球能力、传球意识及一定的组织能力。而在职业生涯初期，他便被认为是具备了在复杂情形下寻找突破空间的能力。但与多数年轻球员相同，胡明轩同样存在容易于关键时刻发生失误的问题，且攻坚能力亦较为缺乏。
在2017年随队赴美国训练期间，时任广东华南虎主教练尤纳斯·卡兹劳斯卡斯形容他在赛场上的表现“非常聪明，很有灵性”，且“很喜欢他的思维方式”，但亦指出其身体素质仍需提高。
除此之外，胡明轩亦是广东华南虎一队唯一使用左手投篮的球员。

## 球衣号码
- 1号：2018-19赛季在广东华南虎效力时使用的号码。[96]
- 3号：2019-20赛季及之后在广东华南虎效力时[97]，及代表中国国家男子篮球队参赛时使用的号码[22]。
- 16号：2017-18赛季在广东华南虎效力时使用的号码。[19]

## 数据

### CBA常规赛
| 賽季    | 球隊       | GP | GS | MPG   | FG%  | 3P%  | FT%  | RPG | APG | SPG | BPG | PPG  |
| ------- | ---------- | -- | -- | ----- | ---- | ---- | ---- | --- | --- | --- | --- | ---- |
| 2017-18 | 广东华南虎 | 36 | 17 | 20.25 | 37.4 | 30.4 | 73.2 | 2.4 | 2.1 | 0.6 | 0.1 | 5.1  |
| 2018-19 | 广东华南虎 | 45 | 9  | 17.53 | 39.8 | 22.9 | 77.8 | 1.7 | 1.9 | 0.9 | 0.2 | 4.5  |
| 2019-20 | 广东华南虎 | 46 | 35 | 23.61 | 54.5 | 47.1 | 86.3 | 2.9 | 2.8 | 1.2 | 0.1 | 11.3 |
| 2020-21 | 广东华南虎 | 51 | 10 | 23.86 | 48.4 | 40.3 | 83.1 | 3.5 | 2.5 | 1.4 | 0.2 | 13.4 |

### CBA季后赛
| 賽季    | 球隊       | GP | GS | MPG   | FG%  | 3P%  | FT%   | RPG | APG | SPG | BPG | PPG  |
| ------- | ---------- | -- | -- | ----- | ---- | ---- | ----- | --- | --- | --- | --- | ---- |
| 2017-18 | 广东华南虎 | 7  | 0  | 15.43 | 47.6 | 40.0 | 100.0 | 1.6 | 1.4 | 0.4 | 0   | 3.7  |
| 2018-19 | 广东华南虎 | 11 | 7  | 17.55 | 54.2 | 43.5 | 76.5  | 2.2 | 1.7 | 0.7 | 0.1 | 6.8  |
| 2019-20 | 广东华南虎 | 7  | 1  | 22.43 | 30.0 | 27.6 | 100.0 | 1   | 1.4 | 0.6 | 0.4 | 7.6  |
| 2020-21 | 广东华南虎 | 6  | 5  | 31.50 | 44.6 | 23.8 | 90.9  | 1.7 | 2   | 2.5 | 0.3 | 14.2 |

## 轶事
- 由于在中国男子篮球职业联赛比赛期间时常在场边被主教练杜锋训斥，故胡明轩与徐杰、曾繁日、杜润旺被球迷戏称为“挨骂F4”。[98]
- 由于赛场表现进步较快，其被球迷起了“胡椒仔”之绰号以表喜爱[98]。而在2019-20赛季CBA联赛复赛第一阶段广东华南虎对阵江苏龙的比赛开赛前，观赛嘉宾钟南山院士在讲演期间直呼了这一外号[99]。
- 在小学时期就有“单挑教练”的记录，这亦令其被在“小飞虎训练营”的启蒙教练马德俊形容为具有“面对强大对手时，从不畏惧，敢打敢拼”的精神。[2]
- 喜爱电子竞技类游戏，并曾因为沉迷游戏而被杜锋没收了手提电脑。此外，他亦曾在一次比赛被替换下场时遭杜锋呵斥“去去去，打游戏去”，并因此引发了一定的讨论。[100]

## 相关事件
2020年11月，CBA联盟以“未按规定使用联赛赞助商装备”的原因开出了一份总价值人民币542万元的罚单，当中胡明轩亦因为在2019-20赛季被记录到一次未规范穿着联赛赞助商提供的服装而遭罚款50万元。此后，他与郭艾伦皆就此事向联盟纪律委员会提出申诉，并获得受理。

## 注解
1. ↑  参见2021年CBA总决赛#最有价值球员评选。